# Alfred Messel
Alfred Messel, né le 22 juillet 1853 à Darmstadt et mort le 24 mars 1909 à Berlin, est un architecte allemand parmi les plus connus au début du XXe siècle, créant un nouveau style pour des constructions entre historicisme et modernisme.

## Biographie
Dès son enfance, Alfred Messel est ami avec le futur directeur de l'urbanisme de Berlin, Ludwig Hoffmann. En 1872, il passe son baccalauréat au lycée Louis-Georges (de) de Darmstadt ; il fait ensuite son service militaire comme volontaire d'un an dans le 115e régiment d'infanterie (de).
Ses œuvres les plus connues sont le grand magasin Wertheim (de) et le musée de Pergame de Berlin. Ses dessins architecturaux et ses plans de construction sont conservés à l'université technique de Berlin.

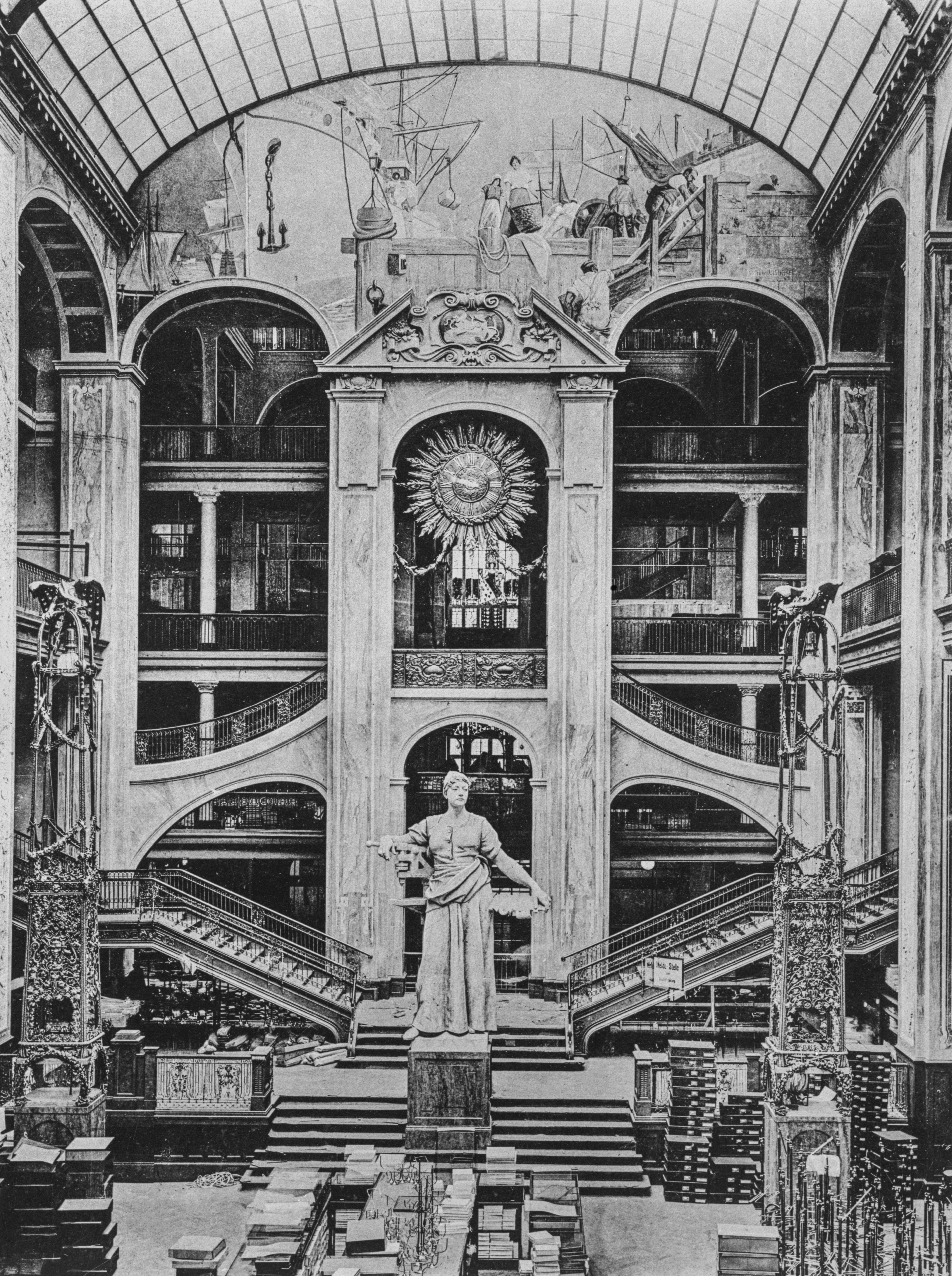
L'intérieur du Wertheim
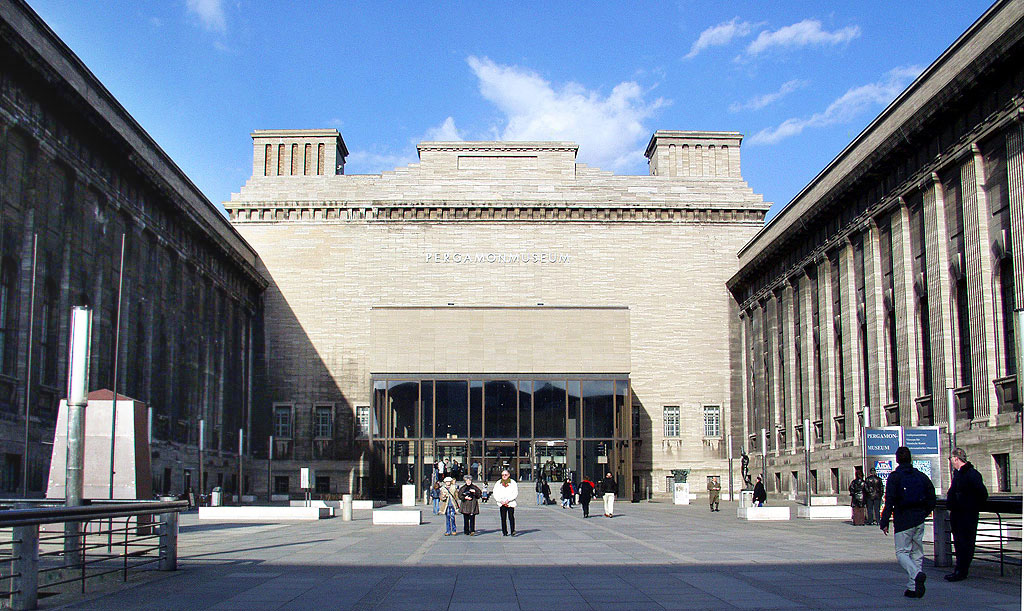
Musée de Pergame
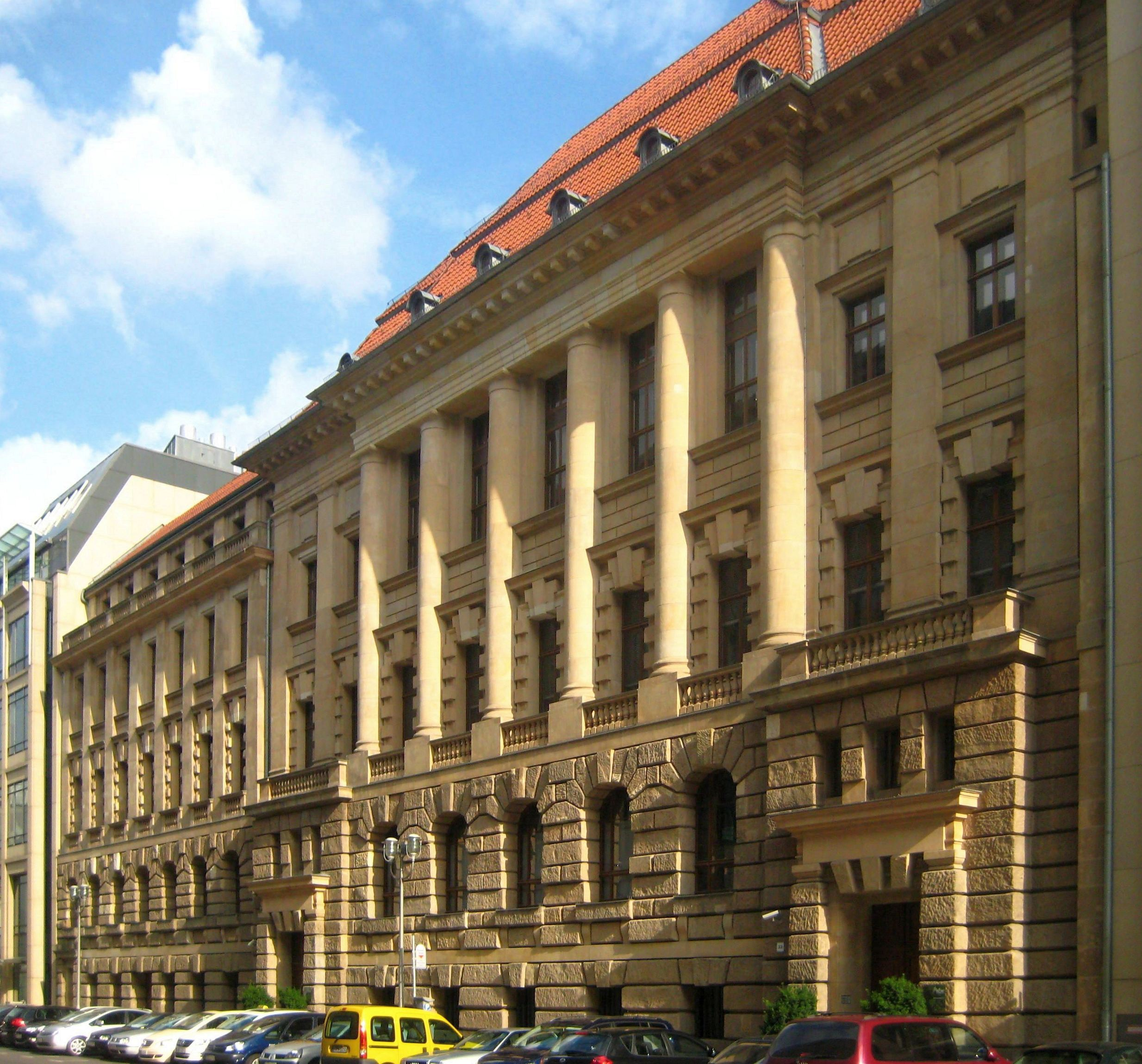
Ancien siège de la Handelsgesellchaft de Berlin
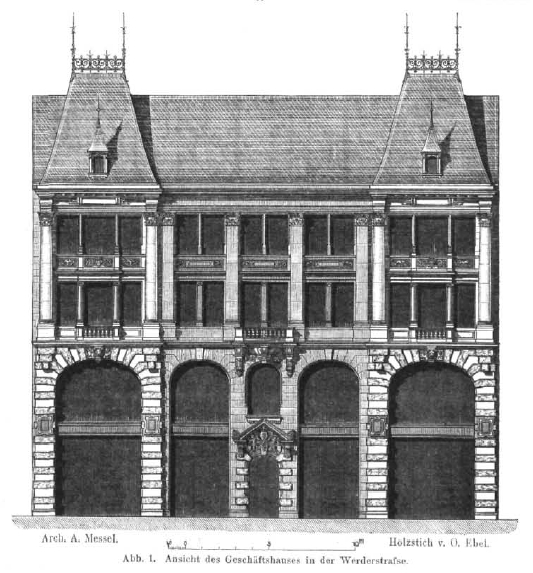
Werderhaus Berlin.